# 中国正教会
中国正教会（ちゅうごくせいきょうかい）は、中国における正教会。中華人民共和国（中国大陸）における自治教会は「中华东正教会」と称する。
中国の正教「东正教」はロシア正教会・モスクワ総主教庁が清に派遣した宣教団に始まる。関係が断絶する期間があったものの、母教会であるモスクワ総主教庁と歴史的に関わりが深い。文化大革命期には聖職者が迫害を受け、教会は没収・破壊されるなどし壊滅状態に追い込まれた。改革開放後、小規模ながら宗教活動が再開され、四つの教会コミュニティーが法的に登録されているものの、全国規模の教会組織としての活動や法的な位置付けは見られない。
中国の正教徒の多くはロシア系のオロス族である。ロシア系でありながら、漢族・満族などとして登録する信徒も多い。正教は、中国在住のロシア人を主とする外国人にも信仰される。ロシア革命以後大勢の白系ロシア人信徒が流入したが、中華人民共和国が成立するとその多くは第三国に逃れた。ほかにロシア系のルーツがない信徒も存在する。

## ロシア正教会中国宣教団
元代にロシア正教会の最初の伝道者と信者の集団が中国入りを果たしたが、後代には伝わらなかった。
1684年に下級聖職者のマキシム・レオンチェフを伴う31人のロシア人の信徒が中国へ到来した。彼らは黒竜江支流のアルバジンで捕虜になり、北京に送られた。1685年、清朝の康熙帝は、ロシア領で捕らえたロシア系住民（アルバジン人）をニル（小隊に相当する構成単位）に編成し八旗の鑲黄旗満洲に編入し清に移住させた（オロス・ニル）。マキシム司祭は北京で最初の正教会の教会「聖ニコライ教会」を開いた。こうして正教会がシベリア経由で中国に再び入った。
正教会の清代以降で最初の宣教団は、1711年にマキシム司祭が永眠したことを受け、1713年にイオアン・マキシーモヴィッチ（トボリスクのイオアン）が編成したもので、1715年に北京に到着した。掌院イラリオン・レジャイスキーを団長とした。この宣教団の最初の記録は、1727年のキャフタ条約に現れる。宣教団は中国人一般への布教を禁じられ、アルバジン人とその後裔、通商のため北京に滞在するロシア人に司牧することのみ許された。後には、清朝が外交使節の駐在を認めるまで、ロシア大使館の役割も果たすようになった。
1858年の天津条約で布教が自由化されると、宣教団が再浮上する。宣教団は1850年代から1860年代にかけて4巻の中国学研究書を上梓した。この分野の研究で2人の修道士が有名になった。チュヴァシ人のイアキンフ・ビチュリンと、掌院パルラディ・カファロフである。彼らは非常に有用な辞書の編纂者であった。
19世紀には新疆にロシア人正教徒が移住し始め、20世紀に入ると多くの教会が設立された。

## 中国化とロシア革命の影響

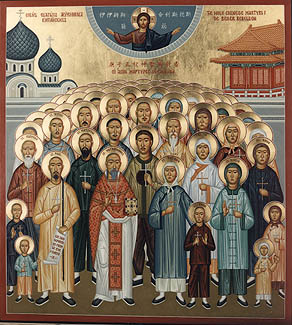
義和団の乱において殺害された致命者のイコン。2000年に列聖された。

1882年には、ミトロファン楊吉が中国人として初めて正教会の司祭となった。日本ハリストス正教会の会議に中国正教会を代表して出席するために東京を訪れた際、ニコライ大主教により叙聖されたもので、ミトロファン司祭は帰国後、中国語で礼拝を行い、少しずつ中国人正教徒が増えていった。
義和団の乱（1898年〜1900年）ではキリスト教徒が襲われた。正教会では、ミトロファン司祭を含めて222人が殺害された。450人ほどいた正教徒のおよそ半数が犠牲になったことを意味する。1900年6月に北京の宣教師の書庫に火が放たれ灰燼に帰し、6月10日にはミトロファン司祭が殺害され、致命者のひとりとしてイコンに描かれることになる。

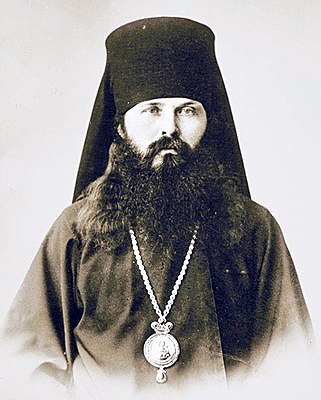
インノケンティー・フィグロフスキー

1901年ペテルブルクでは北京宣教団の撤退が検討されたが、主教公会議では宣教を拡大していくことが決まる。1902年にはインノケンティー・フィグロフスキー宣教団長が主教に叙聖され、中国人に対して積極的に布教し、教会の中国化を進めた。これにより中国人正教徒が飛躍的に増えた。
1914年には北京とその周辺の46人の宣教師のうち11人が中国人を占めるようになった。ロシア革命の前夜には、北京宣教団の管理下に19教会があり、中国全土の信者総数は7000人以上を数え、男子宗教学校18校・女子宗教学校3校などで700人以上の生徒が学んでいた。
1917年のロシア十月革命、1930年代の農業集団化に伴う飢餓に際して数万人単位の正教徒が新疆、内モンゴル、満洲、ハルビン、天津などに移住した。多数のロシア人が押し寄せたことは、中国正教会が中国化していく流れを止めることになる一方、教会の発展を招き、教会のモスクワへの態度に影響した。
ロシア革命後、中国正教会はソビエト監視下のモスクワ総主教庁に対する従属関係を絶ち、在外ロシア正教会の管轄下に入ることとした。1944年にはモスクワ総主教庁との関係回復を申し出、翌1945年に北京府主教区はモスクワ総主教庁の管轄下に入った。中国正教会は、これに賛同する北京・漢口・ハルビン・新疆と、反対し在外ロシア正教会所属にとどまることを主張する上海・天津との二派分裂状態となった。上海のイオアン・マキシーモヴィッチ府主教（上海のイオアン）は1948年に多数の白系ロシア人とともにフィリピンに渡り、翌年アメリカに政治亡命した。
1949年までに、中国正教会は106の教会を数えるまでになった。これらの教会の教区民は、概してロシア人亡命者であったが、漢族信徒は、およそ1万人いた。

## 中華人民共和国の成立から文化大革命まで
中華人民共和国が成立すると、宗教界でも外国勢力の排除が進み、正教会でも対応を迫られた。
1960年代前半までにロシア系の正教徒の大多数が出国し、大半の教会が閉鎖された。文化大革命の際には多数の聖職者が労働改造を強制され、全ての正教会は破壊されるか他の用途に転用された。中国正教会の活動は、宗教政策が穏健化する1980年代まで実質的に停止していた。中ソ対立も教会に大きな影響を及ぼした。

## 文革前の教会

### 北京府主教区

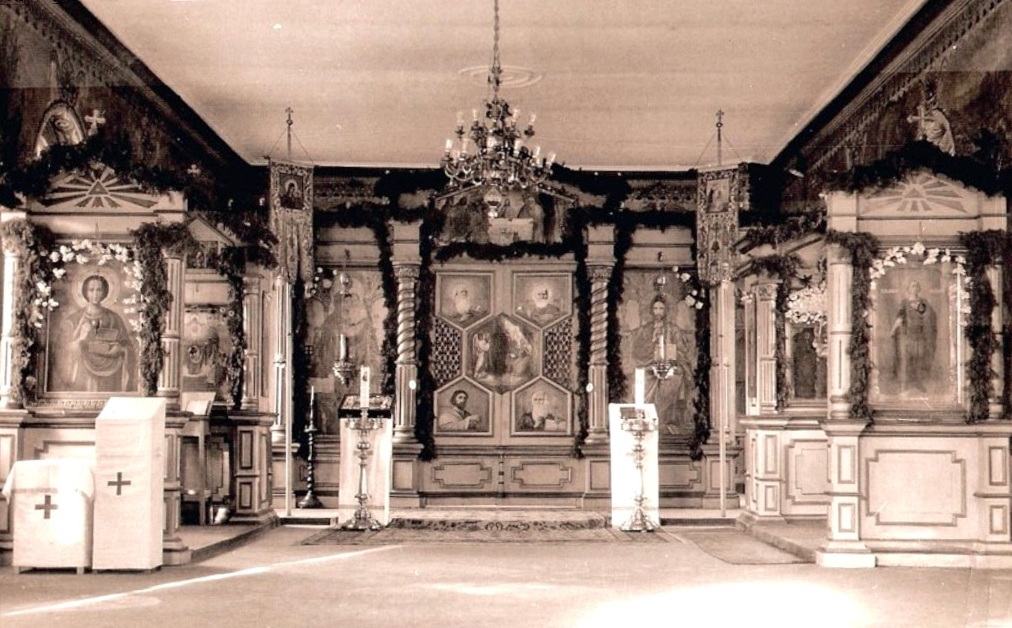
至聖生神女就寝教会の内部。1910年代撮影。

- 主教：ワシーリイ姚福安主教（1962年永眠）[2]
- 主教座聖堂：至聖生神女就寝教会（诞神女安息主教座堂、Храм Успения Пресвятой Богородицы）(北京北館)

### 天津主教区
- 歴代責任者：
  1. シメオン杜潤臣主教
  2. イオアン杜立昆神父
- 主教座聖堂:生神女庇護聖堂（Храм Покрова Божией Матери）

### 上海主教区

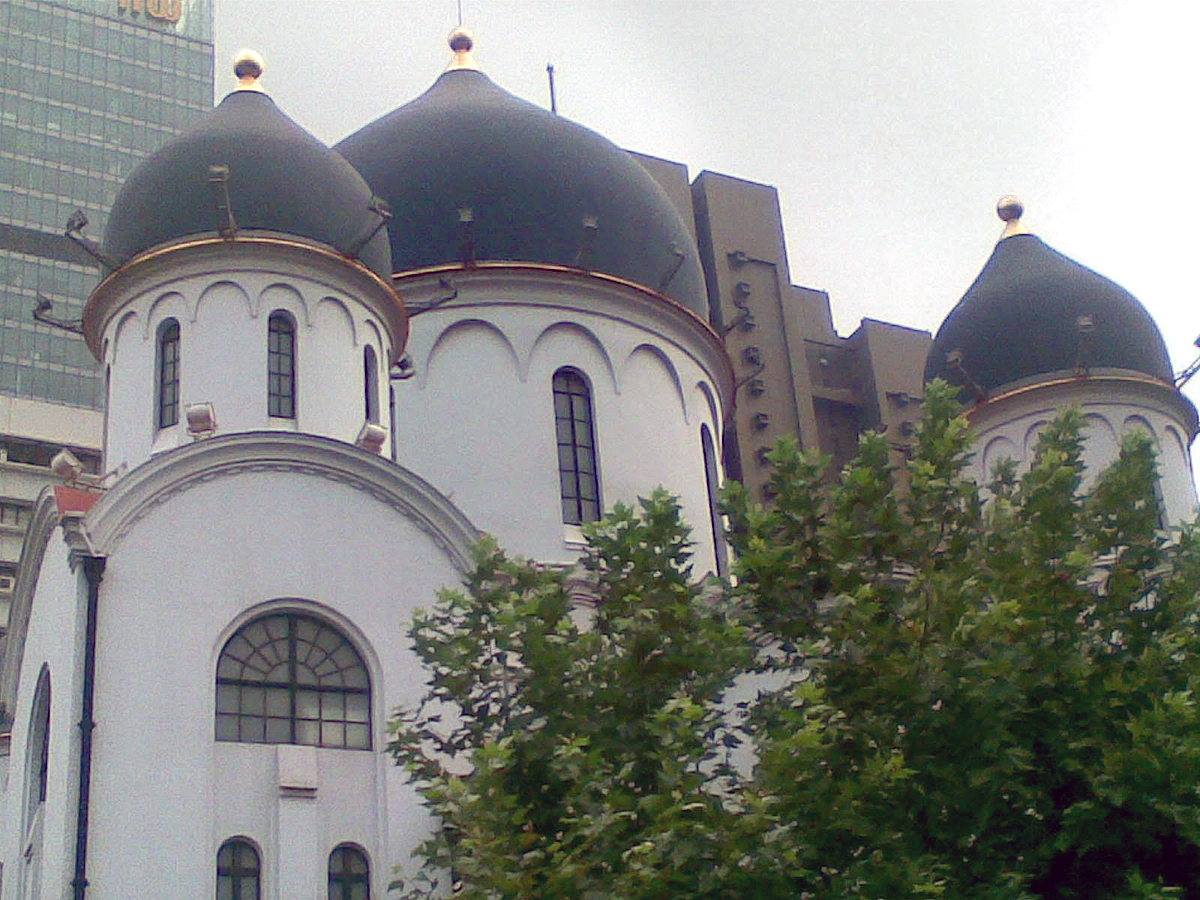
上海生神女大聖堂

- 主教：シメオン杜潤臣主教（1965年永眠）[3]
- 主教座聖堂：生神女大聖堂（“罪人之保障——圣母”主教座堂、Собор иконы Божией Матери «Споручница грешных»）
- 聖ニコライ教会（Храм Святителя Николая Чудотворца）

### 漢口補佐教区

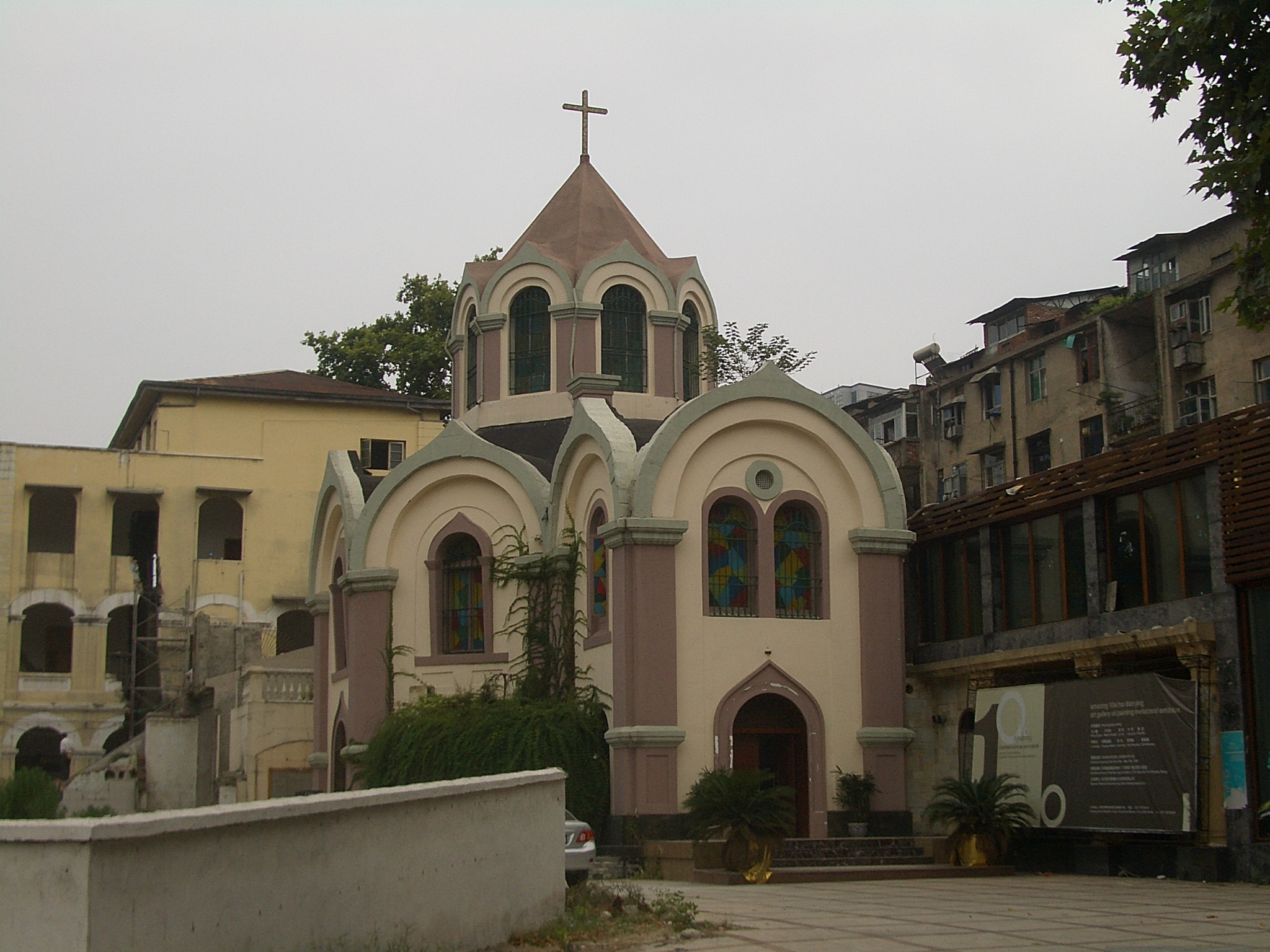
漢口アレクサンドルネフスキー教会

- 漢口アレクサンドルネフスキー教会（Церковь Александра Невского）
  - 歴代責任者[4]：
    1. 杜弼寧神父（アルバジン人）
    2. 德樹志神父（アルバジン人）

### ハルビン主教区

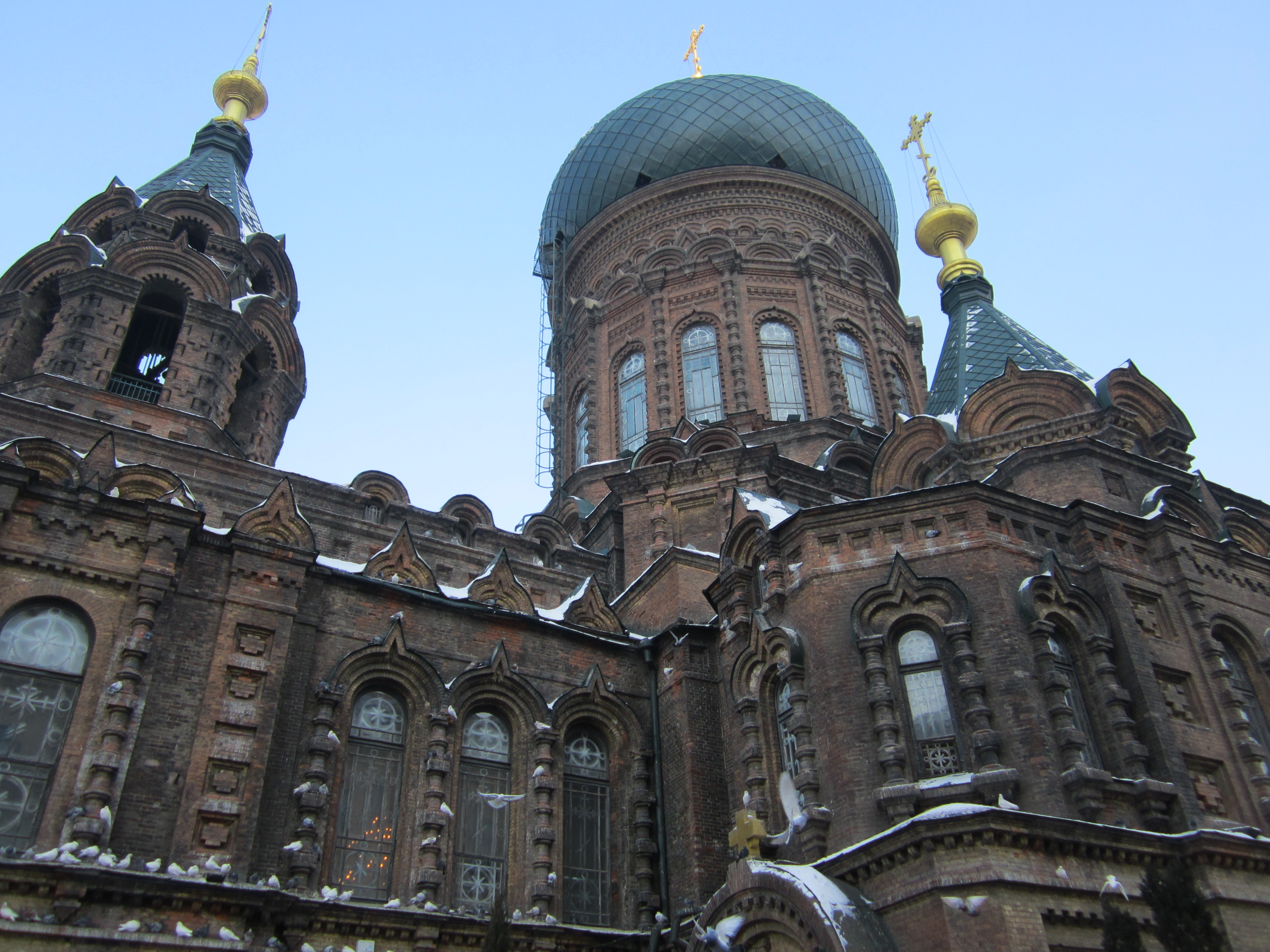
ハルビン聖ソフィア大聖堂

- 聖ニコライ聖堂（Собор святителя Николая Чудотворца）- 現在の「紅博広場」にあった木造の中心的「喇叭教会」で、文化大革命中破壊され、その後も修復されなかった。
- 生神女福音教会（Храм Благовещения Пресвятой Богородицы）
- 聖イヴェルスカヤ教会（Храм в честь Иверской иконы Божией Матери）
- 聖ソフィア大聖堂（Софийский собор） - 1907年建立、1986年からハルビン建築芸術館
- ハルビン聖アレクセーエフ教会（Свято-Алексеевский храм в Модягоу）- 1980年にカトリック教会へ改築
- 生神女庇護聖堂（Храм Покрова Пресвятой Богородицы）
- 至聖生神女就寝教会（Храм Успения Пресвятой Богородицы）
- 大連ロシア正教会 - 遼寧省大連市旧ロシア人街にあった教会。文化大革命中に破壊され、その後も教会としては修復されなかった。

## 現況

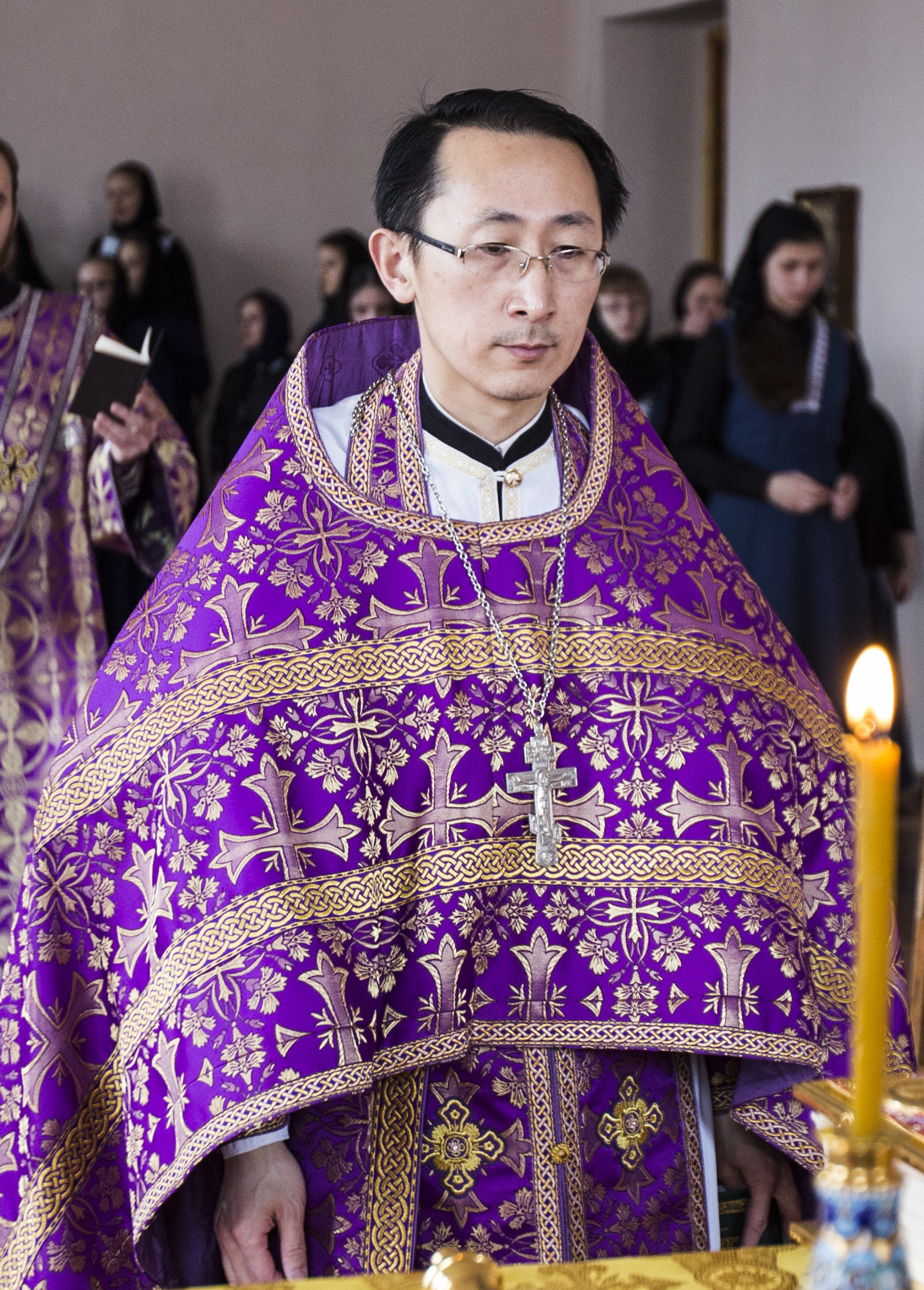
アレクサンドル遇石司祭

現在、正教会の活動はロシア系のオロス族の宗教として新疆ウイグル自治区、内モンゴル自治区および黒竜江省で承認を受けている。
黒竜江省ハルビン市、内モンゴル自治区アルグン市、新疆ウイグル自治区ウルムチ市および同自治区の伊寧市には参祷することのできる成聖済みの正教会があり、近年、同自治区チョチェク市では再建も進んでいる。
中国正教会は1965年のシメオン杜潤臣上海主教の永眠で主教を失った後、新たな司祭を按手できない状態が続いた。2000年にはハルビンの生神女庇護聖堂に勤めていたグリゴーリイ朱世樸司祭が永眠し、2003年には北京で教会のない中で機密を行っていたアレクサンドル杜立福長司祭も永眠した。2015年には、ミハイル王泉生司祭が91歳で永眠した。
21世紀に入って、少数の中国人がロシアの神学校に学んでいる。2016年5月1日、中国正教会の神品として60年ぶりに叙任されたアレクサンドル遇石輔祭が、ハルビンの生神女庇護聖堂で復活祭の礼拝を行った。アレクサンドル神父は、2015年10月に司祭に叙聖された。

### 現在の主教区
現在、中華人民共和国において主教は不在で、聖職者の不足も深刻である。この表はモスクワ総主教庁の認識に基づく。
| 主教区の名称           | 成立年 | 担当主教                                                                                         | 管理中心 | 教区数 | 修道院 | 担当管区       |
| ---------------------- | ------ | ------------------------------------------------------------------------------------------------ | -------- | ------ | ------ | -------------- |
| 北京府主教区           | 1918   | 不在; 2009年以降モスクワ総主教キリル1世 が担当                                                   | 北京     |        | なし   | 2 (北京・香港) |
| ハルビン主教区         | 1922   | 不在;                                                                                            | ハルビン | 1      | なし   |                |
| 上海主教区             | 1922   | 不在;                                                                                            | 上海     | 未登録 | なし   |                |
| 天津主教区             | 1922   | 不在;                                                                                            | 天津     | 1      | なし   |                |
| 新疆主教区             | 1934   | アレクサンドル（モギリョフ）2010年3月5日〜 アスタナ・アルマトイ府主教が臨時に担当 （2002年以降） | ウルムチ | 1      | なし   |                |
| 内モンゴル自治区の教区 | 2000   | ドミートリイ（エリセーエフ）2016年6月3日〜 チタ府主教が臨時に担当 （2000年以降）                 | フフホト | 1      | なし   |                |

### 黒竜江省

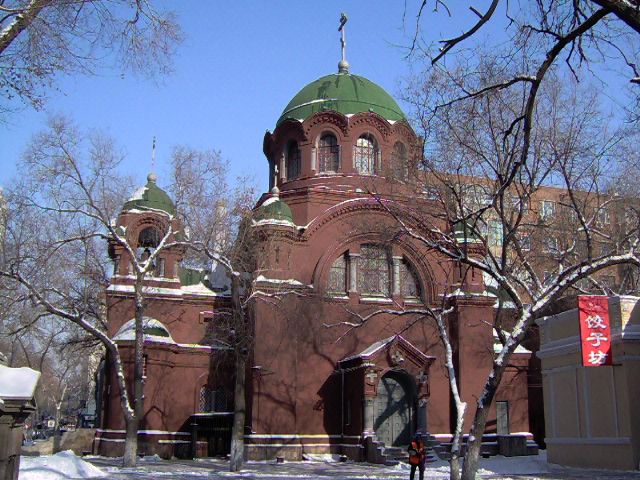
生神女庇護聖堂 (ハルビン)

中国正教会ハルビン主教区
生神女庇護聖堂
1984年10月14日に中国国内で最初に再開された正教会の教会。
- グリゴーリイ朱世樸神父（2000年永眠）
- アレクサンドル遇石神父（2016年に聖職者としての活動を開始）

洗礼者聖イオアン礼拝堂（Храм в честь Рождества Предтечи Господня Иоанна）
ハルビン皇山ロシア僑民墓地内にある。ハルビン市政府が出資し修復した後、1995年に開放された

### 内モンゴル自治区
内モンゴル正教会聖インノケンティー教会（Храм Святителя Иннокентия Иркутского в Трёхречье）
内モンゴル自治区フルンボイル市アルグン市に所在し、1967年文化大革命の際に破壊された。1999年中国政府が再建を支援した。2009年中国正教会のミハイル王泉生神父および富錫亮誦経士が教会の成聖式を執り行った。

### 新疆
ウルムチ市正教会（Храм святителя Николая）
現在聖職者不在のため、現地の信徒により構成された民主管理委員会が管理。
伊寧市正教会（Храм святителя Николая）

### 北京
至聖生神女就寝教会（Храм в честь Успения Пресвятой Богородицы）
ロシア大使館内。

### 上海
聖ニコライ教会
上海市民族および宗教事務委員会が外国籍の人々に対しクリスマスおよび復活祭の正教会の宗教儀式を行うことを許可している。

## 香港の正教会
1930年代までに多数のロシア人正教徒が英領香港に逃れていたが、香港には正教会がなかった。これに対応するため1933年、北京のヴィクトール府主教によりドミートリー・ウスペンスキー神父が香港に臨時に派遣された。この時、香港聖公会のセント・アンドリュース教会を借り、香港で初めて聖体礼儀を行った。翌1934年に現地の要望を受けドミートリー神父は正式に香港に赴任し、聖ピョートル聖パーヴェル教会を開いた。
1945年に中国の正教会諸教区がモスクワ総主教庁の傘下に復帰すると、香港の聖ピョートル聖パーヴェル教会もそれに従った。1949年から1959年までは、上海から香港に逃れたイリヤ文子正司祭による在外ロシア正教会所属の教会が存在した。この教会は正規の地位を欠いていたため、洗礼や婚礼・葬儀などは聖ピョートル聖パーヴェル教会で執り行われた。イリヤ司祭は上海で長年仕えたイオアン・マキシーモヴィッチ府主教を追って1957年にサンフランシスコに渡った。
中国の正教会からロシア人神品が去り、「中国東正教会」が自治正教会として成立すると、香港の聖ピョートル聖パーヴェル教会はその管轄下に入ることを望まなかった。形式上モスクワ総主教府に所属することになるが、信徒たちはモスクワとの交渉も希望せず、教会の帰属は宙に浮くことになった。
その後もドミートリー神父は香港の正教徒の世話をし続けるが、1970年に神父が永眠すると聖ピョートル聖パーヴェル教会は閉鎖された。
1996年になると、コンスタンティノープル総主教庁が香港および東南アジア府主教区を設置し、香港・マカオのみならず中国大陸をも管轄することとした。香港にはコンスタンティノープル総主教庁からニキタス府主教が遣わされ、聖ルカ大聖堂を開いた。
21世紀に入ってからは、モスクワ総主教庁も香港で聖ピョートル聖パーヴェル教会の活動を再開させた。

## 分類
- 正教会（ギリシャ正教、東方正教会） — 正教会の洗礼・聖体機密（聖体礼儀）を含む機密（秘蹟）は全ての正教会で有効。「ルーマニア正教会」「ロシア正教会」は組織名であり、一組織を信仰するかのような「ロシア正教を信仰する」「グルジア正教を信仰する」といった表現は誤りである。
  - 独立正教会（一部からの承認のみのものを含む）
    - アメリカ正教会
    - アルバニア正教会
    - アレクサンドリア教会（アレクサンドリア総主教庁）
    - アンティオキア教会（アンティオキア総主教庁）
    - ウクライナ正教会 (2018年設立)
    - エルサレム教会（エルサレム総主教庁）
    - キプロス正教会
    - ギリシャ正教会
    - グルジア正教会
    - コンスタンティヌーポリ教会（コンスタンティヌーポリ全地総主教庁）
    - セルビア正教会
    - チェコスロバキア正教会
    - ブルガリア正教会
    - ポーランド正教会
    - マケドニア正教会　一部のみその地位を承認。
    - ルーマニア正教会
    - ロシア正教会

  - 自治正教会（一部の承認のものも含む）
    - エストニア使徒正教会 — 一部のみその地位を承認。承認していない教会からは一教区扱い。
    - シナイ正教会
    - 正統オフリド大主教区 — 一部のみその地位を承認。承認していない教会からは一教区扱い。
    - 中国正教会 — 一部のみその地位を承認。承認していない教会からは一教区扱い。
    - 日本ハリストス正教会 — 一部のみその地位を承認。承認していない教会からは一教区扱い。
    - フィンランド正教会

  - 自主管理教会
    - アンティオキア正教会北米大主教区
    - ウクライナ正教会 (モスクワ総主教庁系)
    - エストニア正教会 — ロシア正教会の自主管理教会。
    - 在外ロシア正教会
    - モルドバ正教会
    - ラトビア正教会
    - 他